# Chaenostoma pauciflorum
Chaenostoma pauciflorum är en flenörtsväxtart som beskrevs av George Bentham. Chaenostoma pauciflorum ingår i släktet Chaenostoma och familjen flenörtsväxter. Inga underarter finns listade i Catalogue of Life.